# Fußball-Bundesliga 2019/20

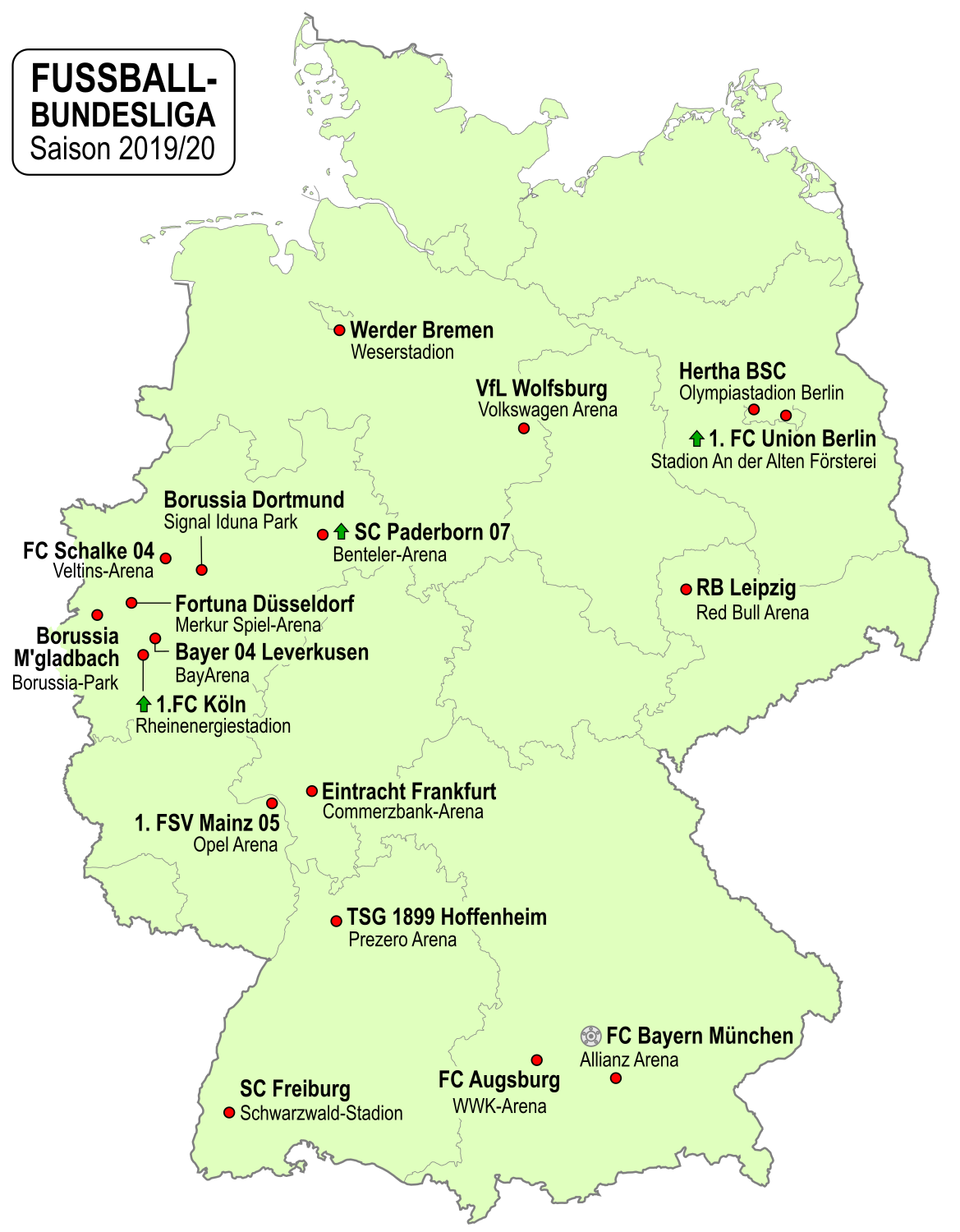
Teilnehmende Vereine der Bundesliga 2019/20

Die Bundesliga 2019/20 war die 57. Spielzeit der höchsten deutschen Spielklasse im Fußball der Männer. Sie wurde am 16. August 2019 mit einem Heimspiel des Titelverteidigers FC Bayern München gegen Hertha BSC (2:2) eröffnet. Vom 23. Dezember 2019 bis zum 17. Januar 2020 wurde sie durch die Winterpause unterbrochen.
Der 25. Spieltag vom 6. bis zum 8. März war der letzte vor einer Zwangspause aufgrund der COVID-19-Pandemie. Am 11. März fand noch die Nachholpartie des 21. Spieltags zwischen Borussia Mönchengladbach und dem 1. FC Köln, die am 9. Februar 2020 aufgrund des Orkans „Sabine“ abgesagt worden war, als erstes Geisterspiel der Bundesligageschichte statt. Nach einer über zweimonatigen Unterbrechung wurde die Saison vom 16. Mai an vor leeren Rängen bis zum Ende, dem 34. Spieltag am 27. Juni fortgesetzt; die beiden Relegationsspiele zwischen Werder Bremen und dem Zweitligisten 1. FC Heidenheim wurden am 2. und 6. Juli ausgetragen.
Der FC Bayern München wurde durch einen Sieg in Bremen am 32. Spieltag zum achten Mal in Folge Deutscher Meister. Am selben Spieltag stand der SC Paderborn 07 als erster Absteiger in die 2. Fußball-Bundesliga fest. Fortuna Düsseldorf fiel erst am letzten Spieltag hinter Bremen auf den vorletzten Tabellenrang zurück und musste ebenfalls absteigen.

## Saisonverlauf

### Kampf um die Meisterschaft und internationale Starterplätze
Der amtierende Meister Bayern München startete trotz der Niederlage im Supercup gegen Vizemeister Dortmund gut in die Spielzeit und konnte am 3. Spieltag Mainz 05 mit 6:1 besiegen. Im Vorfeld waren beispielsweise die beiden Weltmeister Lucas Hernández und Benjamin Pavard für die Verteidigung geholt sowie Offensivspieler Philippe Coutinho leihweise aus Barcelona verpflichtet worden. Die erste Tabellenführung konnte am 6. Spieltag errungen werden, diese ging dann jedoch unmittelbar an Mönchengladbach verloren. Durch Niederlagen gegen Hoffenheim, Mönchengladbach, Leverkusen und Frankfurt rutschte man in der Folge nach 14 Spieltagen sogar bis auf Tabellenrang 7 ab. Das 1:5 gegen die Eintracht veranlasste die Vereinsführung bereits Anfang November 2019 zur Freistellung des Cheftrainers Kovač; zu diesem Zeitpunkt hatte noch kein anderer Teilnehmer seinen Trainer entlassen. Unter Nachfolger Hansi Flick fand die Mannschaft wieder zu gewohnter Stärke und Souveränität zurück, konnte viele hohe Siege feiern und am 20. Spieltag die Tabellenspitze von Herbstmeister Leipzig übernehmen. Nach 32 absolvierten Partien war den Münchnern der achte Titel in Folge rechnerisch nicht mehr zu nehmen, am Ende hatten die Bayern 100 Tore erzielt und auch die wenigsten kassiert sowie 13-mal in Serie gewonnen.
Borussia Dortmund ging in seine zweite Saison mit dem Schweizer Favre und kompensierte Abgänge von Spielern wie Christian Pulisic oder Abdou Diallo, die zu europäischen Topvereinen gewechselt waren, mit Thorgan Hazard, Rückkehrer Mats Hummels oder Julian Brandt, die alle von Bundesligakonkurrenten kamen. Nach zwei Tabellenführungen in Folge, welche die einzigen für den Rest der Saison bleiben sollten, ging Platz 1 an Leipzig verloren, trotzdem konnte sich der BVB in der Folge erneut in der Spitzengruppe etablieren und im Endspurt ärgster Verfolger des FC Bayern bleiben. In der Winterpause wurde der erst 19-jährige Stürmer Erling Haaland verpflichtet, der mit mehreren ligainternen Torrekorden auf sich aufmerksam machte und Paco Alcácer ersetzte. Bereits drei Spieltage vor Schluss war die Borussia wieder für die Champions League qualifiziert, nach 33 Spielen und einem Sieg im direkten Duell mit Leipzig die zweite Vizemeisterschaft in Folge sicher. Weiter konnte der vereinsinterne Bundesligarekord von 82 Treffern aus der Spielzeit 2015/16 überboten werden.
In seine vierte Spielzeit im deutschen Oberhaus ging RB Leipzig mit dem neuen Cheftrainer Julian Nagelsmann, der aus Hoffenheim gekommen war. Mit dem Franzosen Christopher Nkunku hatte man sich darüber hinaus einen neuen Flügelspieler gesichert, der zu einem der besten Vorlagengeber der Liga avancierte. Am 15. Spieltag errang der Verein den 1. Tabellenrang und gab ihn bis zum 20. nicht wieder ab, womit die erste Herbstmeisterschaft in der Vereinsgeschichte gefeiert werden konnte. Bereits am 10. Spieltag hatte man Mainz mit 8:0 besiegt, was den höchsten Sieg aller Teilnehmer markierte. Timo Werner wurde in seiner letzten und statistisch gesehen besten Saison für die Sachsen zum mit Abstand besten deutschen Scorer der Liga.
Borussia Mönchengladbach konnte als erste Mannschaft außer Dortmund und München seit der Saison 2010/11 länger als drei Spieltage auf dem 1. Platz stehen, letztlich musste der Rang nach sieben Spieltagen wieder geräumt werden. Trotz Punktverlusten gegen direkte Konkurrenten konnte sich die Borussia in der Spitzengruppe behaupten, war jedoch ab dem 27. Spieltag aus dem Titelrennen ausgeschieden. Mit den beiden Franzosen Alassane Pléa und Marcus Thuram stellte man darüber hinaus eines der stärksten Sturmduos der Liga. Am letzten Spieltag konnten die „Fohlen“ im Fernduell gegen die rheinischen Rivalen aus Leverkusen den Champions-League-Platz durch einen Sieg gegen Hertha BSC behaupten.
Auch Bayer Leverkusen war erneut in den „Top 5“ vertreten. Die Rheinländer konnten aus den Duellen gegen die Konkurrenten im oberen Tabellendrittel aber nur 14 Punkte holen, verloren weitere Zähler gegen Teams aus dem Mittelfeld und kamen nie über Rang 4 hinaus. Trotz der schlechtesten Tordifferenz der ersten fünf Mannschaften war mit Defensivspieler Sven Bender ein Leverkusener unter den 10 Spielern mit der besten Zweikampfquote.
Wolfsburg und Hoffenheim konnten nie um den Titel mitspielen und lieferten inkonstante Saisonergebnisse. Durch Schwächephasen von Konkurrenten wie dem SC Freiburg, Eintracht Frankfurt oder Hertha BSC standen beide Teams aber einen Spieltag vor Schluss punktgleich als Europa-League-Teilnehmer fest. Die TSG schlug Vizemeister Dortmund im Saisonfinale mit 4:0, während der VfL dem Meister FC Bayern mit 0:4 unterlag, weshalb sich Hoffenheim direkt für die Europa League qualifizieren konnte.

### Tabellenmittelfeld
Freiburg belegte ausschließlich einstellige Tabellenränge und stand bis zum 17. Spieltag sogar durchgängig auf einem Europapokalplatz. Durch eine Niederlage gegen Meister Bayern München wurde aber einen Spieltag vor Schluss die Chance verpasst, auf einen solchen zurückkehren zu können.
Frankfurt hatte den Verlust seiner „Büffelherde“ (Ante Rebić, Sébastien Haller, Luka Jović) zu verkraften, die in der Vorsaison noch für 57 wettbewerbsübergreifende Tore sorgte. Highlights waren ein 5:1 gegen die Bayern (die sich in der Rückserie mit 5:2 revanchierten) sowie ein 5:0 gegen Augsburg, gegen Abstiegskandidaten und auch die Aufsteiger leistete man sich aber Punktverluste. In der Saisonendphase schien eine erneute Europapokalqualifikation noch einmal möglich zu werden, letztlich gelang aber nur noch ein Abschluss auf Platz 9.
Der FC Schalke 04 beendete unter dem neuen Übungsleiter David Wagner eine ordentliche Hinserie auf Tabellenrang 5. Zwischenzeitlich hatte man sogar für einen Spieltag vor dem Rivalen aus Dortmund gestanden. Das 0:5 am 19. Spieltag gegen den FC Bayern war jedoch der Beginn einer Serie von 16 sieglosen Partien bis zum Saisonende, was an die katastrophale Vorsaison unter Domenico Tedesco erinnern ließ. Lediglich das in den ersten 18 Partien aufgebaute Punktepolster bewahrte die Königsblauen vor einem Sturz in die Abstiegsregionen.
Relegationsgewinner Union Berlin gelang nach dem 32. Spieltag in seiner Premierensaison gleich der Klassenerhalt. In der Hinrunde hatte das Team beispielsweise den Champions-League-Teilnehmer Borussia Dortmund mit 3:1 besiegt und auch wichtige Zähler gegen Mannschaften aus der unteren Tabellenhälfte sammeln können.

### Abstiegskampf
Werder Bremen verlor zum Ende der Hinrunde hin gegen die direkten Konkurrenten aus Paderborn und Mainz (gegen diese sogar mit 0:5) sowie mit 1:6 gegen Bayern München und fand sich ab dem 16. Spieltag im Abstiegskampf wieder. Am letzten Spieltag konkurrierte man mit Düsseldorf, das zwei Zähler Vorsprung hatte, um den Relegationsplatz, nachdem sich Augsburg, Köln und Mainz vorzeitig hatten retten können. Durch ein 6:1 über die „Geißböcke“ und eine zeitgleiche Niederlage Düsseldorfs gegen Union Berlin schloss Bremen die Saison auf Tabellenplatz 16 ab, während die Fortuna gemeinsam mit Paderborn absteigen musste. In der anschließenden Relegation gegen den 1. FC Heidenheim gelang Bremen nach einem 0:0 im Heimspiel und einem 2:2 in Heidenheim aufgrund der Auswärtstorregel der Klassenerhalt.
Aufsteiger Paderborn stand seit dem 5. Spieltag auf dem letzten Platz und konnte die „rote Laterne“ nur jeweils einmal an Köln und Düsseldorf abgeben. Das Team mit dem geringsten Budget kämpfte im Rahmen seiner Möglichkeiten um den Klassenerhalt und musste bis auf ein 1:5 gegen Schalke 04 bis zur Saisonendphase keine hohen Niederlagen hinnehmen. Aufsehen erregten ein 3:3 gegen den BVB sowie ein 2:1 gegen Frankfurt in der ersten Saisonhälfte. Nach 32 Spieltagen war der Relegationsplatz bereits neun Zähler entfernt, was den vorzeitigen Wiederabstieg bedeutete.

## Statistiken

### Abschlusstabelle
| Pl.             | Verein                   | Sp. | S  | U  | N  | Tore    | Diff. | Punkte | Anm.   |
| --------------- | ------------------------ | --- | -- | -- | -- | ------- | ----- | ------ | ------ |
| 1.              | FC Bayern München (M, P) | 34  | 26 | 4  | 4  | 100:320 | +68   | 82     | M / CL |
| 2.              | Borussia Dortmund        | 34  | 21 | 6  | 7  | 084:410 | +43   | 69     | CL     |
| 3.              | RB Leipzig               | 34  | 18 | 12 | 4  | 081:370 | +44   | 66     | CL     |
| 4.              | Borussia Mönchengladbach | 34  | 20 | 5  | 9  | 066:400 | +26   | 65     | CL     |
| 5.              | Bayer 04 Leverkusen      | 34  | 19 | 6  | 9  | 061:440 | +17   | 63     | EL     |
| 6.              | TSG 1899 Hoffenheim      | 34  | 15 | 7  | 12 | 053:530 | ±0    | 52     | EL     |
| 7.              | VfL Wolfsburg            | 34  | 13 | 10 | 11 | 048:460 | +2    | 49     | (EL)   |
| 8.              | SC Freiburg              | 34  | 13 | 9  | 12 | 048:470 | +1    | 48     |        |
| 9.              | Eintracht Frankfurt      | 34  | 13 | 6  | 15 | 059:600 | −1    | 45     |        |
| 10.             | Hertha BSC               | 34  | 11 | 8  | 15 | 048:590 | −11   | 41     |        |
| 11.             | 1. FC Union Berlin (N)   | 34  | 12 | 5  | 17 | 041:580 | −17   | 41     |        |
| 12.             | FC Schalke 04            | 34  | 9  | 12 | 13 | 038:580 | −20   | 39     |        |
| 13.             | 1. FSV Mainz 05          | 34  | 11 | 4  | 19 | 044:650 | −21   | 37     |        |
| 14.             | 1. FC Köln (N)           | 34  | 10 | 6  | 18 | 051:690 | −18   | 36     |        |
| 15.             | FC Augsburg              | 34  | 9  | 9  | 16 | 045:630 | −18   | 36     |        |
| 16.             | Werder Bremen            | 34  | 8  | 7  | 19 | 042:690 | −27   | 31     | ( ▼)   |
| 17.             | Fortuna Düsseldorf       | 34  | 6  | 12 | 16 | 036:670 | −31   | 30     | ▼      |
| 18.             | SC Paderborn 07 (N)      | 34  | 4  | 8  | 22 | 037:740 | −37   | 20     | ▼      |
| Stand: Endstand |                          |     |    |    |    |         |       |        |        |

| Zum Saisonende 2018/19: | |
| (M)                     | Deutscher Meister: FC Bayern München                                                                                 |
| (P)                     | DFB-Pokal-Sieger: FC Bayern München                                                                                  |
| (N)                     | Aufsteiger aus der 2. Bundesliga: 1. FC Köln, SC Paderborn 07, 1. FC Union Berlin (Sieger der Bundesliga-Relegation) |
| Zum Saisonende 2019/20: | |
| M                       | Deutscher Meister |
| CL                      | Teilnehmer an der UEFA Champions League 2020/21                                                                      |
| EL                      | Teilnehmer an der UEFA Europa League 2020/21                                                                         |
| (EL)                    | Teilnehmer an der 2. Qualifikationsrunde zur Europa League 2020/21                                                   |
| ( ▼)                    | Teilnehmer an den Relegationsspielen gegen den Dritten der 2. Bundesliga 2019/20                                     |
| ▼                       | Absteiger in die 2. Bundesliga 2020/21                                                                               |

### Kreuztabelle
Die Kreuztabelle stellt die Ergebnisse aller Spiele dieser Saison dar. Die Heimmannschaft ist in der linken Spalte, die Gastmannschaft in der oberen Zeile aufgelistet.
| 2019/20                  | FC Bayern München | Borussia Dortmund | RB Leipzig | Bayer 04 Leverkusen | Borussia Mönchengladbach | VfL Wolfsburg | Eintracht Frankfurt | Werder Bremen | TSG 1899 Hoffenheim | Fortuna Düsseldorf | Hertha BSC | 1. FSV Mainz 05 | SC Freiburg | FC Schalke 04 | FC Augsburg | 1. FC Köln | SC Paderborn 07 | 1. FC Union Berlin |
| ------------------------ | ----------------- | ----------------- | ---------- | ------------------- | ------------------------ | ------------- | ------------------- | ------------- | ------------------- | ------------------ | ---------- | --------------- | ----------- | ------------- | ----------- | ---------- | --------------- | ------------------ |
| FC Bayern München        |                   | 4:0               | 0:0        | 1:2                 | 12:1 1                   | 2:0           | 15:2 1              | 6:1           | 1:2                 | 15:0 1             | 2:2        | 6:1             | 13:1 1      | 5:0           | 2:0         | 4:0        | 3:2             | 2:1                |
| Borussia Dortmund        | 10:1 1            |                   | 3:3        | 4:0                 | 1:0                      | 3:0           | 4:0                 | 2:2           | 10:4 1              | 5:0                | 11:0 1     | 10:2 1          | 1:0         | 14:0 1        | 5:1         | 5:1        | 3:3             | 5:0                |
| RB Leipzig               | 1:1               | 10:2 1            |            | 1:1                 | 2:2                      | 1:1           | 2:1                 | 3:0           | 3:1                 | 12:2 1             | 12:2 1     | 8:0             | 11:1 1      | 1:3           | 3:1         | 4:1        | 1:1 1           | 3:1                |
| Bayer 04 Leverkusen      | 12:4 1            | 4:3               | 1:1        |                     | 1:2                      | 11:4 1        | 4:0                 | 2:2           | 0:0                 | 3:0                | 0:1        | 11:0 1          | 1:1         | 2:1           | 2:0         | 13:1 1     | 3:2             | 2:0                |
| Borussia Mönchengladbach | 2:1               | 1:2               | 1:3        | 11:3 1              |                          | 13:0 1        | 4:2                 | 3:1           | 1:1                 | 2:1                | 12:1 1     | 3:1             | 4:2         | 0:0           | 5:1         | 12:1 1     | 2:0             | 14:1 1             |
| VfL Wolfsburg            | 10:4 1            | 10:2 1            | 0:0        | 0:2                 | 2:1                      |               | 11:2 1              | 2:3           | 1:1                 | 1:1                | 1:2        | 4:0             | 12:2 1      | 1:1           | 0:0         | 2:1        | 1:1             | 1:0                |
| Eintracht Frankfurt      | 5:1               | 2:2               | 2:0        | 3:0                 | 11:3 1                   | 0:2           |                     | 2:2           | 1:0                 | 2:1                | 2:2        | 10:2 1          | 13:3 1      | 12:1 1        | 5:0         | 2:4        | 3:2 1           | 1:2                |
| Werder Bremen            | 10:1 1            | 0:2               | 0:3        | 11:4 1              | 10:0 1                   | 10:1 1        | 10:3 1              |               | 0:3                 | 1:3                | 1:1        | 0:5             | 2:2         | 1:2           | 3:2         | 16:1 1     | 0:1             | 0:2                |
| TSG 1899 Hoffenheim      | 0:6               | 2:1               | 10:2 1     | 2:1                 | 0:3                      | 2:3           | 1:2                 | 3:2           |                     | 1:1                | 10:3 1     | 1:5             | 0:3         | 2:0           | 2:4         | 13:1 1     | 3:0             | 14:0 1             |
| Fortuna Düsseldorf       | 0:4               | 10:1 1            | 0:3        | 1:3                 | 1:4                      | 1:1           | 1:1                 | 0:1           | 2:2 1               |                    | 3:3        | 1:0             | 1:2         | 12:1 1        | 11:1 1      | 2:0        | 10:0 1          | 2:1                |
| Hertha BSC               | 0:4               | 1:2               | 2:4        | 12:0 1              | 0:0                      | 0:3           | 11:4 1              | 2:2           | 2:3                 | 3:1                |            | 1:3             | 1:0         | 0:0           | 12:0 1      | 0:5        | 2:1             | 14:0 1             |
| 1. FSV Mainz 05          | 1:3               | 0:4               | 10:5 1     | 0:1                 | 1:3                      | 0:1           | 2:1                 | 13:1 1        | 10:1 1              | 1:1                | 2:1        |                 | 1:2         | 0:0           | 10:1 1      | 3:1        | 2:0             | 2:3                |
| SC Freiburg              | 1:3               | 2:2               | 2:1        | 10:1 1              | 11:0 1                   | 1:0           | 1:0                 | 10:1 1        | 1:0                 | 0:2                | 12:1 1     | 3:0             |             | 14:0 1        | 1:1         | 1:2        | 0:2             | 3:1                |
| FC Schalke 04            | 0:3               | 0:0               | 0:5        | 11:1 1              | 2:0                      | 11:4 1        | 1:0                 | 10:1 1        | 1:1                 | 3:3                | 3:0        | 2:1             | 2:2         |               | 10:3 1      | 1:1        | 1:1             | 2:1                |
| FC Augsburg              | 2:2               | 3:5               | 11:2 1     | 0:3                 | 2:3                      | 11:2 1        | 2:1                 | 2:1           | 11:3 1              | 3:0                | 4:0        | 2:1             | 1:1         | 2:3           |             | 11:1 1     | 10:0 1          | 1:1                |
| 1. FC Köln               | 1:4               | 1:3               | 12:4 1     | 2:0                 | 0:1                      | 3:1           | 11:1 1              | 1:0           | 1:2                 | 12:2 1             | 0:4        | 12:2 1          | 4:0         | 3:0           | 1:1         |            | 3:0             | 11:2 1             |
| SC Paderborn 07          | 2:3               | 11:6 1            | 2:3        | 1:4                 | 11:3 1                   | 2:4           | 2:1                 | 11:5 1        | 11:1 1              | 2:0                | 1:2        | 1:2             | 1:3         | 1:5           | 0:1         | 1:2        |                 | 1:1                |
| 1. FC Union Berlin       | 10:2 1            | 3:1               | 0:4        | 2:3                 | 2:0                      | 2:2           | 1:2                 | 1:2           | 0:2                 | 13:0 1             | 1:0        | 11:1 1          | 2:0         | 11:1 1        | 2:0         | 2:0        | 11:0 1          |                    |

### Relegation
Die beiden Relegationsspiele zwischen dem 16. der Bundesliga und dem 3. der 2. Bundesliga wurden am 2. und 6. Juli 2020 ausgetragen.
| Datum                                                                |                  | Ergebnis  |                  | Tore |
| -------------------------------------------------------------------- | ---------------- | --------- | ---------------- | --- |
| 2. Juli 2020                                                         | Werder Bremen    | 0:0       | 1. FC Heidenheim | |
| 6. Juli 2020                                                         | 1. FC Heidenheim | 2:2 (0:1) | Werder Bremen    | 0:1 Theuerkauf (3., Eigentor), 1:1 Kleindienst (85.), 1:2 Augustinsson (90.+4'), 2:2 Kleindienst (90.+8', Foulelfmeter) |
| Gesamt:                                                              | Werder Bremen    | 2:2       | 1. FC Heidenheim | |
| Aufgrund der Auswärtstorregel blieb Werder Bremen in der Bundesliga. |                  |           |                  | |

### Tabellenverlauf
Verlegte Partien werden entsprechend der ursprünglichen Terminierung dargestellt, damit an allen Spieltagen für jede Mannschaft die gleiche Anzahl an Spielen berücksichtigt wird.
|                          | 1  | 2  | 3  | 4  | 5  | 6  | 7  | 8  | 9  | 10 | 11 | 12 | 13 | 14 | 15 | 16 | 17 | 18 | 19 | 20 | 21 | 22 | 23 | 24 | 25 | 26 | 27 | 28 | 29 | 30 | 31 | 32 | 33 | 34 |
| ------------------------ | -- | -- | -- | -- | -- | -- | -- | -- | -- | -- | -- | -- | -- | -- | -- | -- | -- | -- | -- | -- | -- | -- | -- | -- | -- | -- | -- | -- | -- | -- | -- | -- | -- | -- |
| FC Bayern München        | 8  | 6  | 2  | 4  | 2  | 1  | 3  | 3  | 2  | 4  | 3  | 3  | 4  | 7  | 5  | 3  | 3  | 2  | 2  | 1  | 1  | 1  | 1  | 1  | 1  | 1  | 1  | 1  | 1  | 1  | 1  | 1  | 1  | 1  |
| Borussia Dortmund        | 1  | 1  | 5  | 2  | 3  | 8  | 8  | 4  | 5  | 2  | 6  | 6  | 5  | 3  | 3  | 4  | 4  | 4  | 4  | 3  | 4  | 4  | 4  | 4  | 2  | 2  | 2  | 2  | 2  | 2  | 2  | 2  | 2  | 2  |
| RB Leipzig               | 2  | 2  | 1  | 1  | 1  | 2  | 4  | 5  | 6  | 3  | 2  | 2  | 2  | 2  | 1  | 1  | 1  | 1  | 1  | 2  | 2  | 2  | 2  | 2  | 3  | 4  | 3  | 3  | 3  | 3  | 3  | 3  | 3  | 3  |
| Bayer 04 Leverkusen      | 5  | 5  | 4  | 8  | 7  | 6  | 7  | 9  | 8  | 10 | 8  | 9  | 7  | 6  | 7  | 7  | 6  | 6  | 5  | 5  | 5  | 5  | 5  | 5  | 5  | 5  | 4  | 5  | 5  | 5  | 4  | 4  | 5  | 5  |
| Borussia Mönchengladbach | 10 | 7  | 8  | 7  | 6  | 5  | 1  | 1  | 1  | 1  | 1  | 1  | 1  | 1  | 2  | 2  | 2  | 3  | 3  | 4  | 3  | 3  | 3  | 3  | 4  | 3  | 5  | 4  | 4  | 4  | 5  | 5  | 4  | 4  |
| VfL Wolfsburg            | 6  | 4  | 3  | 5  | 8  | 7  | 2  | 2  | 4  | 8  | 10 | 7  | 9  | 9  | 8  | 8  | 9  | 9  | 10 | 9  | 10 | 9  | 7  | 7  | 7  | 6  | 6  | 6  | 6  | 6  | 6  | 6  | 6  | 7  |
| Eintracht Frankfurt      | 7  | 10 | 7  | 9  | 9  | 9  | 9  | 8  | 9  | 7  | 9  | 10 | 10 | 11 | 12 | 12 | 13 | 11 | 9  | 11 | 9  | 10 | 11 | 10 | 11 | 11 | 12 | 12 | 11 | 11 | 10 | 9  | 9  | 9  |
| Werder Bremen            | 15 | 15 | 13 | 10 | 10 | 11 | 11 | 12 | 12 | 12 | 14 | 14 | 13 | 14 | 15 | 16 | 17 | 16 | 16 | 16 | 17 | 17 | 17 | 17 | 17 | 17 | 17 | 17 | 17 | 17 | 17 | 17 | 17 | 16 |
| TSG 1899 Hoffenheim      | 14 | 9  | 9  | 13 | 11 | 12 | 12 | 11 | 10 | 9  | 5  | 8  | 8  | 8  | 9  | 9  | 7  | 8  | 7  | 7  | 7  | 8  | 8  | 8  | 9  | 9  | 9  | 7  | 7  | 7  | 7  | 7  | 7  | 6  |
| Fortuna Düsseldorf       | 4  | 8  | 12 | 11 | 13 | 14 | 15 | 13 | 14 | 13 | 13 | 16 | 15 | 16 | 16 | 17 | 16 | 17 | 18 | 17 | 16 | 16 | 16 | 16 | 16 | 16 | 16 | 16 | 16 | 16 | 16 | 16 | 16 | 17 |
| Hertha BSC               | 8  | 11 | 17 | 18 | 15 | 10 | 10 | 10 | 11 | 11 | 12 | 15 | 16 | 15 | 13 | 13 | 12 | 14 | 13 | 13 | 14 | 13 | 14 | 14 | 13 | 12 | 11 | 10 | 9  | 9  | 11 | 11 | 10 | 10 |
| 1. FSV Mainz 05          | 16 | 18 | 18 | 16 | 17 | 16 | 13 | 17 | 13 | 15 | 16 | 13 | 12 | 13 | 14 | 14 | 14 | 15 | 15 | 15 | 15 | 15 | 15 | 15 | 15 | 15 | 15 | 15 | 15 | 15 | 15 | 15 | 13 | 13 |
| SC Freiburg              | 3  | 2  | 6  | 3  | 4  | 3  | 4  | 6  | 3  | 5  | 4  | 4  | 6  | 5  | 6  | 6  | 8  | 7  | 8  | 8  | 8  | 7  | 9  | 9  | 8  | 7  | 7  | 8  | 8  | 8  | 8  | 8  | 8  | 8  |
| FC Schalke 04            | 10 | 12 | 9  | 6  | 5  | 4  | 6  | 7  | 7  | 6  | 7  | 5  | 3  | 4  | 4  | 5  | 5  | 5  | 6  | 6  | 6  | 6  | 6  | 6  | 6  | 8  | 8  | 9  | 10 | 10 | 9  | 10 | 11 | 12 |
| FC Augsburg              | 17 | 13 | 16 | 14 | 12 | 13 | 14 | 16 | 17 | 16 | 15 | 12 | 14 | 12 | 11 | 10 | 10 | 10 | 12 | 10 | 12 | 11 | 12 | 13 | 14 | 14 | 13 | 13 | 13 | 13 | 13 | 14 | 15 | 15 |
| 1. FC Köln               | 13 | 17 | 14 | 15 | 16 | 17 | 17 | 15 | 16 | 17 | 17 | 17 | 17 | 18 | 17 | 15 | 15 | 13 | 14 | 14 | 13 | 14 | 13 | 12 | 10 | 10 | 10 | 11 | 12 | 12 | 12 | 13 | 14 | 14 |
| SC Paderborn 07          | 12 | 15 | 15 | 17 | 18 | 18 | 18 | 18 | 18 | 18 | 18 | 18 | 18 | 17 | 18 | 18 | 18 | 18 | 17 | 18 | 18 | 18 | 18 | 18 | 18 | 18 | 18 | 18 | 18 | 18 | 18 | 18 | 18 | 18 |
| 1. FC Union Berlin       | 18 | 14 | 11 | 12 | 14 | 15 | 16 | 14 | 15 | 14 | 11 | 11 | 11 | 10 | 10 | 11 | 11 | 12 | 11 | 12 | 11 | 12 | 10 | 11 | 12 | 13 | 14 | 14 | 14 | 14 | 14 | 12 | 12 | 11 |

### Torschützenliste
Bei gleicher Anzahl an Toren sind die Spieler alphabetisch gelistet.
| Pl.             | Spieler               | Mannschaft          | Tore |
| --------------- | --------------------- | ------------------- | ---- |
| 01.             | Robert Lewandowski    | FC Bayern München   | 34   |
| 02.             | Timo Werner           | RB Leipzig          | 28   |
| 03.             | Jadon Sancho          | Borussia Dortmund   | 17   |
| 04.             | Wout Weghorst         | VfL Wolfsburg       | 16   |
| 05.             | Rouwen Hennings       | Fortuna Düsseldorf  | 15   |
| 06.             | Jhon Córdoba          | 1. FC Köln          | 13   |
| 06.             | Erling Haaland        | Borussia Dortmund   | 13   |
| 06.             | Florian Niederlechner | FC Augsburg         | 13   |
| 06.             | Robin Quaison         | 1. FSV Mainz 05     | 13   |
| 10.             | Sebastian Andersson   | 1. FC Union Berlin  | 12   |
| 10.             | Serge Gnabry          | FC Bayern München   | 12   |
| 10.             | Kai Havertz           | Bayer 04 Leverkusen | 12   |
| 10.             | Andrej Kramarić       | TSG 1899 Hoffenheim | 12   |
| 10.             | André Silva           | Eintracht Frankfurt | 12   |
| Stand: Endstand |                       |                     |      |

### Scorerliste
Als Scorerpunkt(e) zählen sowohl die erzielten Tore als auch die Torvorlagen eines Spielers. Bei gleicher Anzahl von Scorerpunkten sind die Spieler zuerst nach der Anzahl der Tore und danach alphabetisch geordnet.
| Pl.             | Spieler               | Mannschaft               | Gesamt | Tore | Vorlagen |
| --------------- | --------------------- | ------------------------ | ------ | ---- | -------- |
| 01.             | Robert Lewandowski    | FC Bayern München        | 40     | 34   | 06       |
| 02.             | Timo Werner           | RB Leipzig               | 36     | 28   | 08       |
| 03.             | Jadon Sancho          | Borussia Dortmund        | 33     | 17   | 16       |
| 04.             | Thomas Müller         | FC Bayern München        | 29     | 08   | 21       |
| 05.             | Florian Niederlechner | FC Augsburg              | 21     | 13   | 08       |
| 05.             | Serge Gnabry          | FC Bayern München        | 21     | 12   | 09       |
| 07.             | Wout Weghorst         | VfL Wolfsburg            | 20     | 16   | 04       |
| 07.             | Alassane Pléa         | Borussia Mönchengladbach | 20     | 10   | 10       |
| 07.             | Thorgan Hazard        | Borussia Dortmund        | 20     | 07   | 13       |
| 10.             | Christopher Nkunku    | RB Leipzig               | 19     | 05   | 14       |
| Stand: Endstand |                       |                          |        |      |          |

### Meiste Torvorlagen
Bei gleicher Anzahl von Vorlagen sind die Spieler alphabetisch geordnet.
| Pl.             | Spieler            | Mannschaft               | Vorlagen |
| --------------- | ------------------ | ------------------------ | -------- |
| 1.              | Thomas Müller      | FC Bayern München        | 21       |
| 2.              | Jadon Sancho       | Borussia Dortmund        | 16       |
| 3.              | Christopher Nkunku | RB Leipzig               | 14       |
| 4.              | Thorgan Hazard     | Borussia Dortmund        | 13       |
| 4.              | Filip Kostić       | Eintracht Frankfurt      | 13       |
| 6.              | Christian Günter   | SC Freiburg              | 10       |
| 6.              | Achraf Hakimi      | Borussia Dortmund        | 10       |
| 6.              | Alassane Pléa      | Borussia Mönchengladbach | 10       |
| 9.              | Serge Gnabry       | FC Bayern München        | 09       |
| 9.              | Robert Skov        | TSG 1899 Hoffenheim      | 09       |
| Stand: Endstand |                    |                          |          |

### Auszeichnungen
- Spieler der Saison:  Robert Lewandowski[11]
- Rookie of the Season:  Alphonso Davies[12]

### Stadien, Zuschauer, Sponsoring und Ausstatter
Durch den Abstieg des 1. FC Nürnberg, von Hannover 96 und des VfB Stuttgart, die sehr große Arenen hatten, und den gleichzeitigen Aufstieg des 1. FC Köln, mit großem Stadion, sowie des SC Paderborn und des 1. FC Union Berlin mit kleineren Spielorten, verringerte sich die Zuschauerkapazität der 18 Bundesligaspielorte gegenüber der Vorsaison um 73.352 auf eine Gesamtkapazität von 802.927 Plätzen.
|        | Verein                   | Stadion (Sponsorenname)                | Kapazität | Zuschauer  | pro Spiel | Auslastung | ausverkauft | Trikotsponsor           | Ärmelsponsor          | Ausstatter      | Dauerkarten     |
| ------ | ------------------------ | -------------------------------------- | --------- | ---------- | --------- | ---------- | ----------- | ----------------------- | --------------------- | --------------- | --------------- |
| 01.    | FC Bayern München        | Allianz Arena                          | 75.000    | 975.000    | 57.353    | 076,47 %   | 13/17 *     | Deutsche Telekom        | Qatar Airways         | Adidas          | 38.000          |
| 02.    | Borussia Dortmund        | Signal Iduna Park                      | 81.365    | 974.050    | 57.297    | 070,42 %   | 9/17 *      | Evonik Industries       | Opel                  | Puma            | 55.000          |
| 03.    | FC Schalke 04            | Veltins-Arena 3                        | 62.271    | 793.577    | 46.681    | 074,96 %   | 4/17 *      | Gazprom                 | DHL                   | Umbro           | 43.935          |
| 04.    | Hertha BSC               | Olympiastadion Berlin 4                | 74.400    | 640.720    | 37.689    | 050,66 %   | 2/17 *      | TEDi                    | Hyundai               | Nike            |                 |
| 05.    | Borussia Mönchengladbach | Borussia-Park                          | 54.022    | 613.479    | 36.087    | 066,80 %   | 3/17 *      | Postbank                | H-Hotels              | Puma            | 30.000          |
| 06.    | Eintracht Frankfurt      | Commerzbank-Arena                      | 51.500    | 601.900    | 35.406    | 068,75 %   | 3/17 *      | Indeed                  | Deutsche Börse        | Nike            |                 |
| 07.    | 1. FC Köln               | Rheinenergiestadion 5                  | 50.000    | 596.600    | 35.094    | 070,19 %   | 8/17 *      | Rewe Group              | DEVK                  | Uhlsport        |                 |
| 08.    | Fortuna Düsseldorf       | Merkur Spiel-Arena 6                   | 54.600    | 519.882    | 30.581    | 056,01 %   | 3/17 *      | Henkel                  | Toyo Tire Corporation | Uhlsport        |                 |
| 09.    | RB Leipzig               | Red Bull Arena                         | 42.146    | 489.920    | 28.819    | 068,38 %   | 4/17 *      | Red Bull                | CG Gruppe             | Nike            |                 |
| 10.    | Werder Bremen            | Weserstadion (Wohninvest Weserstadion) | 42.100    | 449.028    | 26.413    | 062,74 %   | 4/17 ***    | Wiesenhof               | Tou Tou               | Umbro           |                 |
| 11.    | Bayer 04 Leverkusen      | BayArena                               | 30.210    | 361.006    | 21.236    | 070,29 %   | 5/17 *      | Barmenia Versicherungen | Kumho Tire            | Jako            |                 |
| 12.    | 1. FSV Mainz 05          | Opel Arena 7                           | 34.000    | 351.853    | 20.697    | 060,87 %   | 2/17 *      | Kömmerling/Profine      | QQ288                 | Lotto           |                 |
| 13.    | TSG 1899 Hoffenheim      | Prezero-Arena                          | 30.150    | 347.634    | 20.449    | 067,82 %   | 2/17 *      | SAP                     | Prowin                | Joma            |                 |
| 14.    | FC Augsburg              | WWK-Arena                              | 30.660    | 344.513    | 20.265    | 066,10 %   | 2/17 ***    | WWK Versicherungsgruppe | Bernd Siegmund GmbH   | Nike            |                 |
| 15.    | VfL Wolfsburg            | Volkswagen Arena                       | 30.000    | 316.558    | 18.621    | 062,07 %   | 0/17 *      | Volkswagen              | Linglong Tire         | Nike            |                 |
| 16.    | SC Freiburg              | Dreisamstadion                         | 24.000    | 287.100    | 16.888    | 070,37 %   | 9/17 *      | Schwarzwaldmilch        | badenova              | Hummel          |                 |
| 17.    | 1. FC Union Berlin       | Stadion An der Alten Försterei 8       | 22.012    | 262.482    | 15.440    | 070,06 %   | 11/17 *     | Aroundtown              | ONE Versicherung AG   | Macron          |                 |
| 18.    | SC Paderborn 07          | Benteler-Arena                         | 15.000    | 187.648    | 11.038    | 073,59 %   | 4/17 *      | sunmaker                | effect                | Saller          | 06.929          |
| Gesamt | Gesamt                   |                                        | 803.4360  | 9.112.9500 | 29.781    | 066,72 %   | 88/306      | Stand: Endstand         | Stand: Endstand       | Stand: Endstand | Stand: Endstand |

## Wissenswertes

### Allgemeines
- Da der Hamburger SV den direkten Wiederaufstieg verpasst hatte und in sein zweites Zweitligajahr ging, wurde mit dieser Saison Werder Bremen bei lediglich einer verpassten Erstliga-Spielzeit der Verein mit den meisten Bundesligateilnahmen und weist seither die meisten Bundesligaspiele aller bisherigen Teilnehmer auf.
- Der SC Paderborn 07 schaffte zwei Direktaufstiege hintereinander: 2018 in die zweite Liga und 2019 in die Bundesliga, nachdem er 2015 und 2016 zwei Abstiege hintereinander in die 2. und 3. Liga hinnehmen musste. Der sportliche Abstieg in die viertklassige Regionalliga war 2017 lediglich durch den Lizenzverlust des TSV 1860 München verhindert worden. Nach dem Wiederaufstieg in die Bundesliga 2019 erfolgte 2020 erneut der Abstieg in die 2. Bundesliga.
- Mit dem Aufstieg des 1. FC Union Berlin gingen mehrere Besonderheiten einher:
  - Union Berlin absolvierte als 56. Fußballmannschaft seine erste Bundesligasaison.
  - Erstmals seit dem Abstieg von Energie Cottbus im Jahr 2009 war wieder ein Verein, der bereits in der DDR-Oberliga spielte, in der Bundesliga aktiv (vgl. die Liste der NOFV-Fußballmannschaften im deutschen Profifußball).
  - Die Duelle mit Hertha BSC waren die ersten Bundesliga-Stadtderbys seit der Saison 2010/11, als sich der Hamburger SV und der FC St. Pauli im Hamburger Stadtderby gegenüberstanden. Ein Berliner Stadtderby in der Bundesliga gab es bis dahin 1976/77 zwischen Hertha BSC und Tennis Borussia Berlin. Allerdings waren es damals – aufgrund der Teilung Berlins – zwei Mannschaften aus dem Westteil der Stadt. Die Stadtderbys 2019/20 zwischen Hertha und Union waren die ersten Gesamt-Berliner Derbys in der Bundesliga. Das Hinspiel gewann Union mit 1:0, das Rückspiel entschied die Hertha mit 4:0 für sich.
- Am 2. Spieltag sah Steffen Baumgart – Cheftrainer des SC Paderborn 07 – als erster Vereinsoffizieller in der Bundesliga nach Neueinführung der Regelung eine gelbe Karte,[22] Sandro Schwarz (Cheftrainer des 1. FSV Mainz 05) war hingegen der Erste, der mit Gelb-Rot vom Platz gestellt und für das folgende Spiel gesperrt wurde.[23]
- Erstmals seit der Saison 1999/2000 wurde bis zum 10. Spieltag noch kein Cheftrainer entlassen.[24] Nach diesem Spieltag entließ der FC Bayern, der bis dato noch nie als erstes eine Trainerentlassung vollzogen hatte, seinen Übungsleiter Niko Kovač.
- Am 13. Spieltag erzielten alle Mannschaften mindestens ein Tor, dies war zuletzt am 3. Spieltag der Saison 2018/19 geschehen.
- Zum ersten Mal seit der Saison 2010/11 (1. FSV Mainz 05) war mit Borussia Mönchengladbach eine andere Mannschaft als Bayern München oder Borussia Dortmund länger als drei Spieltage Tabellenführer.
- Zum ersten Mal seit der Saison 2009/10 sicherte sich mit RB Leipzig eine andere Mannschaft als Bayern München oder Borussia Dortmund die Herbstmeisterschaft. Für RB war es darüber hinaus die erste Herbstmeisterschaft der Vereinsgeschichte.
- Die Wolfsburger Volkswagen Arena war als einziges Bundesligastadion während der gesamten Saison nicht mindestens einmal ausverkauft.
- Vom 18. bis zum 20. Spieltag erzielte Borussia Dortmund mit dem 5:3 beim FC Augsburg, dem 5:1 gegen den 1. FC Köln und dem 5:0 gegen Union Berlin in drei Spielen in Folge fünf Tore. Zuvor war dies nur Hannover 96 in der Saison 1965/66, dem 1. FC Kaiserslautern 1983/84 sowie dem FC Bayern München in der Vorsaison gelungen.
- Die aufgrund des Orkans Sabine abgesagte Partie zwischen Borussia Mönchengladbach und dem 1. FC Köln am 21. Spieltag bedeutete die erste Verschiebung eines Spiels in der obersten deutschen Spielklasse seit dem Spiel zwischen Köln und dem 1. FSV Mainz 05 in der Hinrunde der Saison 2011/12. Das nachgeholte Spiel (2:1) war zudem das erste Geisterspiel in der Geschichte der Bundesliga.
- In der Schlussviertelstunde der Partie der TSG 1899 Hoffenheim gegen den FC Bayern am 24. Spieltag fand beim Stand von 0:6 ein Spielerboykott statt. Nachdem das Spiel bereits vorher für einige Minuten durch den leitenden Schiedsrichter Christian Dingert unterbrochen worden war, stellten die Spieler beider Mannschaften geschlossen den Spielbetrieb ein und passten sich gegenseitig den Ball zu. Grund waren mehrere Transparente von Bayern-Anhängern, die sich gegen den Hoffenheimer Mäzen Dietmar Hopp richteten.
- Der SC Paderborn 07 wechselte nach der temporären Regelanpassung als erster Verein in der Bundesligageschichte regulär einen vierten, der FC Schalke 04 hingegen als erster Klub einen fünften Spieler ein.
- Florian Wirtz (Bayer 04 Leverkusen) war der erste Spieler des Jahrgangs 2003, der in der höchsten deutschen Spielklasse eingesetzt wurde. Mit seinem ersten Treffer löste er darüber hinaus Nuri Şahin (damals Borussia Dortmund) als jüngsten Bundesligatorschützen ab.
- Makoto Hasebe (Eintracht Frankfurt) wurde mit seinem 309. Einsatz am 6. Juni 2020 gegen den 1. FSV Mainz 05 asiatischer Rekordspieler in der Bundesliga.[25]
- Nach 1972 knackte der FC Bayern München zum zweiten Mal die 100-Tore-Marke. Keinem anderen Bundesligaverein ist bislang das Erreichen oder Überschreiten der 100-Tore-Marke gelungen.

### Rekorde
- Am 6. Spieltag gab es erstmals in der Bundesligageschichte acht Auswärtssiege. Lediglich Borussia Dortmund trennte sich als Heimmannschaft mit 2:2 von Werder Bremen.[26] Ein einziger durch eine Heimmannschaft gewonnener Punkt an einem Spieltag stellt ebenfalls einen neuen Rekord dar.
- RB Leipzig traf vom 10. bis zum 18. Spieltag in allen Spielen mindestens drei Mal und stellte damit einen neuen Bundesligarekord auf.
- Thomas Müller (FC Bayern München) überholte am 34. Spieltag mit seiner 21. Torvorlage den bisherigen Rekordhalter Kevin De Bruyne (damals VfL Wolfsburg).
- Klaus Gjasula (SC Paderborn 07) wurde am 31. Spieltag durch seine 17. gelbe Karte zum alleinigen Rekordhalter für die meisten in einer Saison erhaltenen gelben Karten.
- Timo Werner (RB Leipzig) egalisierte mit 17 Auswärtstreffern den durch Jupp Heynckes aufgestellten Rekord der Saison 1973/74.

### Höchstwerte der Saison
- Der höchste Sieg war mit acht Toren Differenz das 8:0 von RB Leipzig gegen den 1. FSV Mainz 05 am 10. Spieltag
- Die torreichsten Spiele waren mit acht Treffern
  - das 8:0 von RB Leipzig gegen den 1. FSV Mainz 05 am 10. Spieltag
  - das 5:3 von Borussia Dortmund beim FC Augsburg am 18. Spieltag
- Die torreichsten Remis waren mit sechs Toren:
  - das 3:3 des FC Schalke 04 gegen Fortuna Düsseldorf am 11. Spieltag
  - das 3:3 von Borussia Dortmund gegen den SC Paderborn 07 am 12. Spieltag
  - das 3:3 von Borussia Dortmund gegen RB Leipzig am 16. Spieltag
  - das 3:3 von Fortuna Düsseldorf gegen Hertha BSC am 24. Spieltag
  - das 3:3 von Eintracht Frankfurt gegen den SC Freiburg am 28. Spieltag
- Der torreichste Spieltag war mit 35 Toren der 10. Spieltag.
- Die meisten Treffer in einem Spiel (4) erzielte Andrej Kramarić (TSG 1899 Hoffenheim) beim 4:0-Auswärtssieg gegen Borussia Dortmund am 34. Spieltag.

## Auswirkungen der COVID-19-Pandemie
Aufgrund der COVID-19-Pandemie empfahl Bundesgesundheitsminister Jens Spahn (CDU) am 8. März 2020, Veranstaltungen mit mindestens 1.000 Besuchern abzusagen. Die DFL gab bekannt, dass die Saison rechtzeitig zu Ende gespielt werden müsse, um den Vereinen Planungssicherheit zu garantieren. In den folgenden Tagen folgten die örtlichen Gesundheitsämter Spahns Empfehlung und verboten solche Veranstaltungen gemäß dem Infektionsschutzgesetz, wovon die Heimspiele aller Bundesligisten betroffen waren.
Am 11. März fand mit dem Rheinischen Derby zwischen Borussia Mönchengladbach und dem 1. FC Köln im Borussia-Park das erste Geisterspiel der Bundesligageschichte statt (Nachholspiel 21. Spieltag, 2:1). Der folgende 26. Spieltag (13. bis 16. März) sollte vor leeren Rängen stattfinden, darunter das Revierderby zwischen Borussia Dortmund und dem FC Schalke 04. Nachdem am 13. März das Heimspiel von Werder Bremen von der Stadt Bremen abgesagt worden war, da trotz des angeordneten Geisterspiels 2.000 bis 3.000 Fans um das Stadion erwartet wurden und sich im Laufe des Tages der Verdacht auf eine Infektion mit dem SARS-CoV-2-Coronavirus im Umfeld mehrerer Clubs und von deren Mannschaften ergeben hatte, wurde die Verlegung des Spieltags der Bundesliga und 2. Bundesliga beschlossen.
Auf einer außerordentlichen DFL-Mitgliederversammlung am 16. März wurde beschlossen, den Spielbetrieb zunächst bis zum 2. April auszusetzen. Die DFL ging jedoch nicht davon aus, dass der Spielbetrieb am ersten April-Wochenende wieder möglich sein würde. Am 31. März beschloss die DFL-Mitgliederversammlung, dass die Liga bis zum 30. April pausiert würde, was einschließlich den 31. Spieltag betraf. Zudem bildete die DFL eine Task Force Sportmedizin / Sonderspielbetrieb unter der Leitung des Sportmediziners Tim Meyer, die ein verbindliches Konzept zur Wiederaufnahme des Spielbetriebs erarbeitete und am 23. April vorstellte. Das Konzept sah etwa vor, dass sich während der Geisterspiele maximal 300 Personen im Stadion-Innenraum, auf den Tribünen und auf dem Gelände befinden durften. Die Spieler und Betreuer wurden engmaschig auf das Virus getestet, was zum damaligen Stand laut dem DFL-Geschäftsführer Christian Seifert „nicht einmal 0,4 Prozent“ der deutschlandweiten Testungen ausmachte. Damit trat die DFL Kritikern entgegen, die argumentierten, dass der Profifußball anderen Berufsgruppen einen Zugang zu Testungen verwehren würde. Die verbesserte Sicherheit der beteiligten Personen vor einer Ansteckung rechtfertigte eine Einstufung der Kontaktpersonen von Infizierten in die Kategorie II (geringeres Infektionsrisiko) des Robert Koch-Instituts, womit auf eine Gruppenquarantäne nach einem positiven Fall verzichtet werden konnte. Die Entscheidung darüber oblag dem örtlichen Gesundheitsamt. Einen genauen Wiederaufnahmetermin setzte die DFL zunächst nicht an.
Ob die Bundesliga und 2. Bundesliga ihren Spielbetrieb wieder aufnehmen dürften, wurde in der Politik und Gesellschaft kontrovers diskutiert. Gegner warfen dem Fußball u. a. eine Sonderstellung vor. Am 29. April akzeptierte das Bundesministerium für Arbeit und Soziales das DFL-Konzept. Laut dem Minister Hubertus Heil (SPD) sei eine Fortsetzung der Saison „aus arbeitsschutzrechtlicher Sicht nicht mehr problematisch“. Anfang Mai wurden bei einer ersten Testwelle vor dem Start des Mannschaftstrainings bei den 36 Vereinen 1.724 Testungen durchgeführt, von denen 10 positiv waren. Am 6. Mai entschieden die Bundeskanzlerin Angela Merkel (CDU) sowie die jeweiligen Landesvertreter, dass die Saison-Fortsetzung für die Bundesliga und 2. Bundesliga ab der zweiten Mai-Hälfte möglich wäre.
Die Saison wurde nach entsprechendem Beschluss der DFL vom 7. Mai seit dem 16. Mai (26. Spieltag) fortgesetzt (am 16. Mai hätte ursprünglich der 34. Spieltag stattgefunden) und wurde am 27. Juni mit dem 34. Spieltag beendet. So nahm die Bundesliga gemeinsam mit der 2. Bundesliga als erste Liga Europas nach der Unterbrechung wieder ihren Spielbetrieb auf. Auf einer DFL-Mitgliederversammlung am 14. Mai wurden weitere Beschlüsse getroffen. So hätte die Saison, falls sie nicht bis zum 30. Juni hätte beendet werden können, auch darüber hinaus verlängert werden können. Auch das Auswechselkontingent wurde für den Rest der Spielzeit von drei auf fünf Spieler erhöht. Ebenso wäre es möglich gewesen, Partien aus „zwingenden rechtlichen, organisatorischen und/oder sicherheitstechnischen Gründen kurzfristig“ in einem anderen Stadion auszutragen.
Die fehlenden Zuschauer und die dadurch ausbleibende Unterstützung durch die Fans hatten mutmaßlich auch Auswirkungen auf den Heimvorteil, der unter Geisterspielbedingungen offenbar wegfiel. Dies zeigten Analysen der Spiele, die nach Wiederbeginn des Ligabetriebs durchgeführt wurden. Der Anteil von Auswärtssiegen hatte deutlich zugenommen. Mehrere Vereine konnten bis zum 33. Spieltag kein Spiel mehr gewinnen.

## Schiedsrichter
Im Vergleich zur Vorsaison blieb die Zahl der Unparteiischen mit 26 gleich, es gab keine Veränderung.
| Name              | Geboren       | Vereinszugehörigkeit        | Landesverband          | Spiele |      |    |    | Anmerkung                            |
| ----------------- | ------------- | --------------------------- | ---------------------- | ------ | ---- | -- | -- | ------------------------------------ |
| Deniz Aytekin     | 21. Juli 1978 | TSV Altenberg               | Bayern                 | 16     | 61   | 2  | 0  | FIFA-Schiedsrichter                  |
| Benjamin Brand    | 10. Juli 1989 | FC Schallfeld               | Bayern                 | 1      | 1    | 0  | 0  |                                      |
| Felix Brych       | 3. Aug. 1975  | SV Am Hart München          | Bayern                 | 18     | 78   | 4  | 3  | FIFA-Schiedsrichter                  |
| Benjamin Cortus   | 13. Dez. 1981 | TSV Burgfarrnbach           | Bayern                 | 12     | 38   | 0  | 0  |                                      |
| Bastian Dankert   | 9. Juni 1980  | Brüsewitzer SV              | Mecklenburg-Vorpommern | 14     | 48   | 1  | 1  | FIFA-Schiedsrichter                  |
| Christian Dingert | 14. Juli 1980 | TSG Burg Lichtenberg        | Südwest                | 13     | 56   | 2  | 0  | FIFA-Schiedsrichter                  |
| Marco Fritz       | 3. Okt. 1977  | SV Breuningsweiler          | Württemberg            | 15     | 55   | 2  | 0  | FIFA-Schiedsrichter                  |
| Manuel Gräfe      | 21. Sep. 1973 | Hertha 03 Zehlendorf        | Berlin                 | 15     | 36   | 1  | 2  | FIFA-Schiedsrichter bis 2019         |
| Robert Hartmann   | 8. Sep. 1979  | SV Krugzell                 | Bayern                 | 10     | 31   | 1  | 2  |                                      |
| Patrick Ittrich   | 3. Jan. 1979  | Mümmelmannsberger SV        | Hamburg                | 10     | 44   | 2  | 2  |                                      |
| Sven Jablonski    | 13. Apr. 1990 | Blumenthaler SV             | Bremen                 | 12     | 54   | 1  | 0  |                                      |
| Robert Kampka     | 21. Feb. 1982 | TSV Schornbach              | Württemberg            | 6      | 27   | 0  | 0  |                                      |
| Harm Osmers       | 28. Jan. 1985 | SV Baden                    | Niedersachsen          | 15     | 52   | 2  | 0  | FIFA-Schiedsrichter seit 2020        |
| Martin Petersen   | 28. Feb. 1985 | VfL Stuttgart               | Württemberg            | 10     | 37   | 1  | 0  |                                      |
| Daniel Schlager   | 8. Dez. 1989  | FC Rastatt 04               | Südbaden               | 10     | 42   | 0  | 0  |                                      |
| Markus Schmidt    | 31. Aug. 1973 | SV Sillenbuch               | Württemberg            | 13     | 51   | 2  | 1  |                                      |
| Robert Schröder   | 14. Sep. 1985 | SG Blaues Wunder Hannover   | Niedersachsen          | 8      | 27   | 1  | 1  |                                      |
| Daniel Siebert    | 4. Mai 1984   | FC Nordost Berlin           | Berlin                 | 16     | 69   | 1  | 2  | FIFA-Schiedsrichter                  |
| Sascha Stegemann  | 6. Dez. 1984  | 1. FC Niederkassel          | Mittelrhein            | 15     | 68   | 1  | 1  | FIFA-Schiedsrichter                  |
| Bibiana Steinhaus | 24. März 1979 | MTV Engelbostel-Schulenburg | Niedersachsen          | 8      | 28   | 0  | 0  | FIFA-Schiedsrichterin, letzte Saison |
| Tobias Stieler    | 2. Juli 1981  | SG Rosenhöhe                | Hessen                 | 16     | 48   | 5  | 1  | FIFA-Schiedsrichter                  |
| Sören Storks      | 8. Nov. 1986  | VfL Ramsdorf                | Westfalen              | 8      | 30   | 1  | 2  |                                      |
| Martin Thomsen    | 1. Okt. 1985  | SV Donsbrüggen              | Niederrhein            | 1 9    | 4    | 0  | 0  |                                      |
| Tobias Welz       | 11. Juli 1977 | FC 1934 Bierstadt           | Hessen                 | 7 9    | 31   | 3  | 0  | FIFA-Schiedsrichter bis Ende 2019    |
| Frank Willenborg  | 10. Feb. 1979 | SV Gehlenberg               | Niedersachsen          | 12     | 53   | 0  | 0  |                                      |
| Guido Winkmann    | 27. Nov. 1973 | SV Nütterden                | Niederrhein            | 11     | 42   | 2  | 1  |                                      |
| Felix Zwayer      | 19. Mai 1981  | SC Charlottenburg           | Berlin                 | 15     | 60   | 1  | 1  | FIFA-Schiedsrichter                  |
| Gesamt:           | Gesamt:       | Gesamt:                     | Gesamt:                | 306    | 1171 | 36 | 20 |                                      |
| Stand: Saisonende |               |                             |                        |        |      |    |    |                                      |

## Die Meistermannschaft des FC Bayern München
| 1. | FC Bayern München |
|    | - Tor: Manuel Neuer (33/-); Sven Ulreich (1/-) - Abwehr: Benjamin Pavard (32/4); Alphonso Davies (29/3); David Alaba (28/1); Jérôme Boateng (24/-); Lucas Hernández (19/-); Niklas Süle (8/-); Álvaro Odriozola (3/-); Chris Richards (1/-) - Mittelfeld: Joshua Kimmich (33/4); Thomas Müller (33/8); Serge Gnabry (31/12); Kingsley Coman (24/4); Leon Goretzka (24/6); Thiago (24/3); Philippe Coutinho (23/8); Ivan Perišić (22/4); Javi Martínez (16/-); Corentin Tolisso (13/1); Michaël Cuisance (9/1); Sarpreet Singh (2/-); Jamal Musiala (1/-) - Angriff: Robert Lewandowski (31/34); Joshua Zirkzee (9/4); Leon Dajaku (2/-); Oliver Batista-Meier (1/-); Kwasi Okyere Wriedt (1/-) - Trainer: Hansi Flick (ab 11. Spieltag); Niko Kovač (bis 10. Spieltag) |

* Renato Sanches (1/-) verließ den Verein während der Saison.

## Cheftrainer
Interimstrainer sind berücksichtigt, sofern sie an mindestens einem Spieltag als Cheftrainer fungierten. Die mit einem N markierten Cheftrainer übernahmen ihre Mannschaft neu zum Saisonbeginn. Die Vereine sind nach der Abschlusstabelle der Vorsaison sortiert.
| Verein                   | Cheftrainer I      | bis Spieltag (Platz) | Cheftrainer II                | bis Spieltag (Platz) | Cheftrainer III           | bis Spieltag (Platz) | Cheftrainer IV |
| ------------------------ | ------------------ | -------------------- | ----------------------------- | -------------------- | ------------------------- | -------------------- | -------------- |
| FC Bayern München        | Niko Kovač         | 10 (4.)              | Hansi Flick                   |                      |                           |                      |                |
| Borussia Dortmund        | Lucien Favre       |                      |                               |                      |                           |                      |                |
| RB Leipzig               | Julian NagelsmannN |                      |                               |                      |                           |                      |                |
| Bayer 04 Leverkusen      | Peter Bosz         |                      |                               |                      |                           |                      |                |
| Borussia Mönchengladbach | Marco RoseN        |                      |                               |                      |                           |                      |                |
| VfL Wolfsburg            | Oliver GlasnerN    |                      |                               |                      |                           |                      |                |
| Eintracht Frankfurt      | Adi Hütter         |                      |                               |                      |                           |                      |                |
| Werder Bremen            | Florian Kohfeldt   |                      |                               |                      |                           |                      |                |
| TSG 1899 Hoffenheim      | Alfred SchreuderN  | 30 (7.)              | Matthias Kaltenbach (interim) |                      |                           |                      |                |
| Fortuna Düsseldorf       | Friedhelm Funkel   | 19 (18.)             | Uwe Rösler                    |                      |                           |                      |                |
| Hertha BSC               | Ante ČovićN        | 12 (15.)             | Jürgen Klinsmann              | 21 (14.)             | Alexander Nouri (interim) | 25 (13.)             | Bruno Labbadia |
| 1. FSV Mainz 05          | Sandro Schwarz     | 11 (16.)             | Achim Beierlorzer             |                      |                           |                      |                |
| SC Freiburg              | Christian Streich  |                      |                               |                      |                           |                      |                |
| FC Schalke 04            | David WagnerN      |                      |                               |                      |                           |                      |                |
| FC Augsburg              | Martin Schmidt     | 25 (14.)             | Heiko Herrlich                |                      |                           |                      |                |
| 1. FC Köln               | Achim BeierlorzerN | 11 (17.)             | Markus Gisdol                 |                      |                           |                      |                |
| SC Paderborn 07          | Steffen Baumgart   |                      |                               |                      |                           |                      |                |
| 1. FC Union Berlin       | Urs Fischer        |                      |                               |                      |                           |                      |                |